# Les Copains du dimanche
Pour plus de détails, voir Fiche technique et Distribution.
Les Copains du dimanche est un film français réalisé par Henri Aisner en 1956 et sorti en 1957.

## Synopsis
Passionnés d'aviation et galvanisés par deux de leurs copains plus audacieux encore, de jeunes ouvriers mécaniciens d'une usine aéronautique cristallisent leurs rêves de voler. D'abord, ils découvrent au cours d'un vol au-dessus de l'Oise  un appareil biplan endommagé dans un hangar d'un ancien aéro-club  désaffecté, celui de Méry-sur-Oise. C'est celui avec lequel s'est tué, ils le découvrent par une stèle placée au bout du terrain, le fondateur de cet aéroclub populaire, Alphonse Roche (dans la réalité, il s'agit de la figure emblématique de Jean Brestel). Rassemblant toutes les énergies, de celle de l'ancien mécanicien de Roche, de celle d'un de leurs camarades d'usine, devenu pilote émérite de la RAF pendant la Seconde Guerre mondiale, de leurs copains et copines voulant participer à cette aventure qui leur permettra de sortir de leur condition d'ouvriers confinés au sol car cette distraction est alors souvent réservée aux gens fortunés. À force de persévérance, de passion et de patience, en dépit des coups du sort, les oppositions ou récupération de leur patron, des tentatives d'encadrement militant du syndicaliste CGT de l'usine, des réticences de leurs familles, ils arrivent à rassembler toutes ces énergies et vont parvenir à remettre à neuf l'avion et à permettre à leurs amis d'accéder à des baptêmes de l'air depuis leur aéro-club rénové.

## Fiche technique
- Titre : Les Copains du dimanche
- Titre d'origine : Dimanche, nous volerons[2]
- Réalisation : Henri Aisner
- Scénario : Henri Aisner, Gaston Bounoure et Raymond Lavigne
- Adaptation : Henri Aisner et Lilo Damert
- Dialogue : Lilo Damert et Antoine Tudal
- Musique : Philippe-Gérard
- Chanson : Avec ses dix doigts, paroles de Jacques Larue et musique de Philippe-Gérard
- Orchestration : Wal-Berg
- Assistants réalisateur : Serge Witta, René Vautier et Gaston Bounoure
- Images : André Dumaître
- Opérateur : Philippe Brun
- Son : Séverin Frankiel et Roger Cosson
- Décors : Maurice Colasson
- Montage : Jean-Louis Levi-Alvarès
- Costumes : Jacqueline Guilbert
- Maquillage : Irène Barsky et Fernande Hugi
- Photographe de plateau : Émile Savitry
- Script-girl : Jeanne Witta
- Régisseur général : Robert Guilbert
- Pays de production :  France
- Société de production : Coopérative générale du cinéma français
- Producteurs : Pierre Lévy-Corti, Louis Daquin
- Directeur de production : Jean Cotet
- Distribution : Sigmadis/ORTF
- Ventes internationales : Studiocanal
- Tournage : 6 octobre au 24 novembre 1956 à Asnières-sur-Oise, Abbaye de Royaumont et à l'aérodrome Jean Brestel de Méry-sur-Oise[2] rebaptisé aéroclub des métallurgistes.
- Format : Noir et blanc — Monophonique — 35 mm
- Genre : Film d'aventure
- Durée : 70 minutes
- Dates de sortie : 
  - France : Printemps 1957 (Sortie limitée à Paris[3])
  - France : 2 juillet 1967 (2e chaîne ORTF)
  - Allemagne de l'Est : 25 mars 1958

## Distribution
- Jean-Paul Belmondo : Trébois
- Marc Cassot : René Casti
- Yves Deniaud : Manaquin
- Marcel Perès : Bellac
- Paul Bisciglia : Lucien
- Paul Frankeur : M. Larcheron
- Michel Piccoli : le directeur de l'aéro-club
- Robert Le Fort : Lemoine
- Julien Bertheau : Jean Raymond, dit « Raf »
- Évelyne Ker : Monique
- Sophie Sel : Mounette
- Germaine Michel : la mère Trébois
- Clément Thierry : le jeune bourgeois
- Georges Baconnet : le secrétaire du comité
- Pierre Vernier : ouvrier ajusteur
- Jacques Ferrière : Gilbert
- Bernard Fresson : ouvrier à la cantine
- Annette Poivre : dame à l'inauguration
- Denise Noël : la jeune fille
- Jacques Roussillon
- Fernand Demory
- Marcel Pérès
- Tilly Dorville
- René Alone
- Rodolphe Marcilly
- Daniel Postal
- Jean Mauvais
- Pépita Jiménez
- Suzanne Pérel
- Denise Chenal
- Annie Valde
- Robert Fretel
- Raymond Bussières
- Pierre Gallon
- Nicole Chollet
- André Chaumeau

## Production
Les Copains du dimanche a été tourné avec un budget de 30 millions de francs à l'initiative de la CGT : il marque les débuts au cinéma de Jean-Paul Belmondo, repéré par le réalisateur dans un bistrot en face du Conservatoire. Le tournage s'est déroulé dans un contexte historique changeant, marqué notamment par l'entrée des chars soviétiques à Budapest, l'intervention militaire franco-britannique à Suez et le « rapport Khrouchtchev ».
Présenté à la Commission d'examen des projets de films et de longs métrages le 3 octobre 1956, cette dernière réserva un accueil favorable aux Copains du dimanche. Le film fut montré au printemps 1957 à Paris.
Destiné à un large public, après avoir passé les différentes étapes de la censure, Les Copains du dimanche devait subir la pression du syndicat des producteurs exercée sur les représentants des distributeurs, qui visait à empêcher la sortie du film. Dans l'ouvrage Ouvriers en banlieue : XIXe – XXe siècle  dirigé par Jacques Girault, on lit que « si le film de Henri Aisner fut victime des manœuvres du syndicat patronal des distributeurs de films, il ne déclencha guère l'enthousiasme de la C.G.T. qui ne se battit pas pour sa diffusion ». Il sera seulement diffusé en Allemagne de l'Est le 25 mars 1958 et à la télévision française le 2 juillet 1967. Déçu du sort réservé au film, d'autant plus qu'il était convenu qu'il ne serait payé qu'au pourcentage des recettes en salles, Belmondo retourne sur les planches, où il interprète des pièces de Feydeau et de George Bernard Shaw. Le film sera cependant diffusé gratuitement tout au long des années 1960 dans différents comités d'entreprise et c'est grâce à ce film que visionne Marcel Carné que Belmondo décroche son petit rôle dans Les Tricheurs.